# Never Trust a DVD!

Never trust a DVD! est un DVD musical du groupe Les Wampas, paru le 6 janvier 2004 chez Atmosphériques. Il s'agit de la captation de deux concerts, à La Cigale les 13 et 14 juin 2003, à la suite de l'album Never Trust a Guy Who After Having Been a punk, Is Now Playing Electro,.
Le DVD est sorti parallèlement au disque live Never Trust a Live!.

## Liste des titres
1. For the rock
2. L'Aquarium tactile
3. Télégramme de Brest
4. C'est l'amour
5. Puta*
6. Rising
7. L'éternel
8. Yeah yeah
9. Les Bottes rouges
10. Denise (my love)
11. Les Apprentis charcutiers
12. J'ai avalé une mouche
13. Comme un punk en hiver
14. Ne dis pas aux copains
15. Manu Chao
16. Chocorêve
17. Ce soir, c'est Noël
18. Vie, mort et résurrection d'un papillon*
19. Oï
20. Comme un Kényan
21. Trop précieux*
22. DW
23. Tataratatata*
24. Jalabert
25. Kiss
26. Ou sont les femmes ? (reprise de Patrick Juvet / Petite fille
27. Fier de ne rien faire (reprise des Olivensteins
28. C'est facile de s'moquer*
29. Comme un ange (qui pleure)*
30. Quelle joie le rock'n'roll*

Les chansons marquées d'une *, ne sont pas inclus dans le cd Never trust a live !.

## Suppléments
9 clips sont proposés sur le DVD 
- Petite fille - Réalisé par Pierre Bitoun
- Trop précieux - Réalisé par Pascal Forneri
- J'ai avalé une mouche - Réalisé par Joseph Dahan
- Rising - Réalisé par Joseph Dahan, animation Marc Bruckert
- Manu Chao - Réalisé par Joseph Dahan et Célia Canning
- Oi - Réalisé par Victorien Filippin
- Comme un punk en hiver - Réalisé par Philippe Zerr et Romain Chantraine